# Víctor Manuel Rodríguez Arriaga
Víctor Manuel Rodríguez Arriaga (* 7. April 1949 in Monterrey) ist ein mexikanischer Diplomat, seit 2011 Botschafter in Peru.

## Leben
Von 2007 bis 2011 war Víctor Manuel Rodríguez Arriaga Generalkonsul in Chicago. Am 15. April 2011 legte Víctor Manuel Rodríguez Arriaga sein Akkreditierungsschreiben bei Alan García in Lima vor.